# Voltigeur

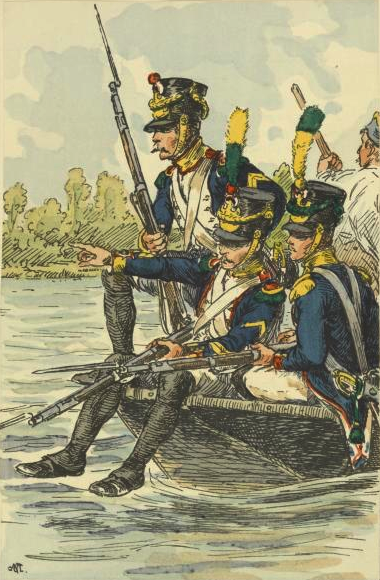
Franse Voltigeurs

De voltigeur was in de Napoleontische periode een zogenaamde 'lichte' infanterist, eerder klein van gestalte en een goede schutter. De voltigeurs werden toegevoegd aan de bataljons infanterie van linie, en ingezet om voor de linie te avanceren en de bevelvoerders van de vijand uit te schakelen. Door hun kleine gestalte zouden de voltigeurs zich beter kunnen verdekken in het omliggende landschap (hoewel Napoleon door het oproepen van mannen onder de gestelde minimumlengte zijn leger meer kon aanvullen). In het Nederlandse leger stonden deze soldaten vanaf 1814 bekend als Flankeurs (ter vervanging van grenadiers en voltigeurs). De compagnieën flankeurs stonden op de linker- en rechterflank van het bataljon opgesteld, en indien nodig gingen ze voor de linie uit "en Tirailleur", in tweetallen verspreid over het veld. Na 1816 werd elke 10e man van een flankcompagnie bewapend met een jachtbuks.
De taak van de voltigeur is vergelijkbaar met die van de Jager; Jagerbataljons werden in vrijwel elk leger opgericht en ingezet als scherpschutters. Groot-Brittannië kende regimenten "Light Infantry" en "Riflemen", vernoemd naar de buksen met getrokken loop ("Rifles") waarmee ze waren bewapend.